# Valentino Lazaro
Valentino Lando Lazaro (Graz, 24 de março de 1996) é um futebolista austríaco que atua como lateral-direito e meia-direita. Atualmente, joga no Torino.

## Carreira

### RB Salzburg
Lazaro nasceu em Graz, na Áustria, filho de pai angolano e mãe cipriota grega. Ele fez sua estreia pelo Red Bull Salzburg em 3 de novembro de 2012 contra o Admira Wacker na liga. Aos 16 anos, se tornou o jogador mais jovem da história da Bundesliga austríaca.

### Hertha Berlim
O empréstimo de Lazaro do Red Bull Salzburg para o Hertha Berlim se tornou permanente em 2017, quando ele assinou um contrato de longo prazo com o clube da Bundesliga. Em 10 de fevereiro de 2018, marcou seu primeiro gol pelo Hertha na vitória por 2 a 0 fora de casa contra o Bayer Leverkusen.

### Internazionale
Em 1 de julho de 2019, Lazaro assinou contrato com a Internazionale. Em 20 de outubro de 2019, fez sua estreia na Serie A na derrota por 4-3 sobre o Sassuolo.

### Newcastle
Em 24 de janeiro de 2020, foi emprestado para o Newcastle United pelo restante da temporada 2019-20 e recebeu a camisa número 23. Ele marcou seu primeiro gol pelo Newcastle na vitória por 3-2 sobre o West Bromwich para garantir uma vaga nas quartas de final da FA Cup. Em 1 de julho, Lazaro marcou seu primeiro gol na Premier League pelo clube na vitória por 4-1 sobre o Bournemouth.

### Borussia Mönchengladbach
Em 20 de agosto de 2020, após o término do empréstimo ao Newcastle, se juntou ao Borussia Mönchengladbach em um empréstimo de uma temporada. Em 8 de novembro de 2020, ele marcou seu primeiro gol pelo clube alemão na derrota por 3-4 contra o Bayer Leverkusen. O gol seria concedido como o gol do mês de novembro e o gol da Bundesliga da temporada.

### Benfica
Em 31 de agosto de 2021, foi emprestado para o Benfica por uma temporada.

## Títulos
Red Bull Salzburg
- Campeonato Austríaco: 2011–12, 2013–14, 2014–15, 2015–16 e 2016–17[carece de fontes?]
- Copa da Áustria: 2013–14, 2014–15, 2015–16 e 2016–17[carece de fontes?]